# 家族ロビンソン漂流記 ふしぎな島のフローネ
『家族ロビンソン漂流記 ふしぎな島のフローネ』（かぞくロビンソンひょうりゅうき ふしぎなしまのフローネ）は、1981年1月4日から12月27日まで、フジテレビ系列で毎週日曜19:30 - 20:00（JST）に全50話が放送された、日本アニメーション制作のテレビアニメ。「世界名作劇場」の第7作目に当たる。

## 制作
原作はヨハン・ダビット・ウィースの『スイスのロビンソン』（Der Schweizerische Robinson）であるが、原作では全員男兄弟であったところを、本作品の制作に当たって女の子のフローネを主人公として追加するなど、原作との相違点も多く見られる。主人公フローネ・ロビンソンが家族と共に、スイスからオーストラリアへ向かう途中、船が座礁して南洋の無人島に漂着し、ロビンソン一家が力を合わせ、無人島でのサバイバル生活を楽しみながらも、島からの脱出に向けた困難に不屈の精神で立ち向かう物語である。
原作は「世界名作劇場」シリーズの原作の中でも、1812年出版と最も古い作品であり、時代設定では1800年前後である。ただし、最終回でロビンソン一家らがシドニーからメルボルンまで汽車で行く場面のように、本来の時代設定とは矛盾する描写も存在する。
本作品の制作期間中、元請けの日本アニメーションで内部分裂が起きており、主要スタッフが新たに興されたビジュアル80やパンメディアなどに移籍。中でも関修一、坂井俊一、奥田誠治、黒川文男などは、ビジュアル80が本作品とほぼ同時期に制作していた『名犬ジョリィ』（NHK総合）へと参加していった。更に社内所属だった作画監督の桜井美智代も、第11話で監督との意見の相違を理由に降板、パンメディアに移籍して『忍者ハットリくん (第1作)』（テレビ朝日）に参加しており、結果として深刻なスタッフ不足に陥った。そのため、『世界名作劇場』初の作画監督が不在となることが度々発生するなどの支障が出た。

## あらすじ
フローネはスイスのベルンで代々医者を営むロビンソン家の長女。父・エルンストは親友の医師の誘いでオーストラリアへの移住を決める。母・アンナ、兄・フランツ、弟・ジャックのロビンソン家の5人の家族は船に乗りオーストラリアへ向かう。だが、船は大きな嵐に遭遇し、オーストラリアを目前に座礁してしまう。他の船員・乗客が救命ボートで脱出する中で、一家は船に取り残される。
嵐の静まった後に船に残された食糧や物資と家畜を連れ、自作したイカダで近くの陸地に脱出する。陸地を探検してみると無人島であることが判明し、さらには恐ろしい野獣が生息することも判ったため、大きな木の上に住居を作って生活することになった。一家は少しでも文明的な生活をしようと、畑の開拓、塩や砂糖の精製、ろうそく作りなどを行う。無人島生活も安定してきた頃、沖に船が現れたのを発見し救助を求めるが、船は一家に気づくことなく去っていく。このことがきっかけとなり、一家は脱出用の船の建造を開始。やがて船は完成する。しかし出航の前日、島に暴風雨が吹き荒れ、完成したばかりの船は海に流され、飲みこまれてしまう。島には雨期が訪れ、木の上の家は傷みやすくなっていたため、一家は洞窟に引っ越す。
その日、フローネは洞窟の奥で何者かの人影を発見。追いかけてみると、それはタムタムという少年とモートンというベテランの航海士であり、共に最近この島に漂着したのだという。ロビンソン一家はモートンのケガを治療したり、食事を与えたりもするが、この気むずかしい男とはなかなか打ち解けられなかった。そんな中、モートンが勝手に一家の食糧やカヌーを持ち出し、島から出ていくという事件が起こる。時を同じくして島には大きな地震が発生。これにより、この島が火山島であること、そう遠くない頃に火山噴火の可能性が高いことが判明する。持ち出されたカヌーはモートンを乗せて島に帰ってきた。モートンは何とか無事に生きていたが、一家に詫びるどころか「誰も助からないより、一人でも助かった方がマシ。」と平然と開き直り、アンナはこのモートンの身勝手な行動と横柄な態度に激怒する。だがその夜、エルンストがカヌーからモートンの書いた手紙を見つける。それはこのカヌーを発見した誰かへ宛てたものであり、そこにはこの島のかなり正確な座標と、一家らの救助要請が記されていた。これにより一家らは、実はモートンは自分だけ助かろうとしたどころか、危険を承知で近くの航路を通る船に助けを求めにいき、たとえ自分が死ぬことになっても一家らが救助されるよう決死の行動を取っていたことを知る。これをきっかけにロビンソン一家はモートンを心から信頼するようになり、アンナはモートンに喜んでもらうため、料理の腕を振るったりといったロビンソン一家とモートンの関係に変化が起こり始める。
時間的な猶予が少ないと感じたロビンソン一家とモートンらは、島を脱出するため協力して再度の船作りを始める。今度はモートンの助言による改良が加えられ、ついに丈夫な船が完成する。そして出航の日、皆はこの島に別れを告げ大海原へ旅立った。だが文明圏に向けた航海は困難を極めた。はじめこそ順調で楽しかった航海だったが、容赦のない日差しや気まぐれな風は一行の体力を奪い、水や食糧を浪費させた。長い航海が続き、あわや力尽きるかと思われた時、水平線の先に陸地を発見するのであった。無人島生活は約1年間に及んだ。

## 登場人物

### ロビンソン家
フローネ・ロビンソン
声 - 松尾佳子
物語の主人公。10歳（31話で11歳の誕生日を迎える）。ロビンソン家の長女。非常に好奇心旺盛な性格のため、物語ではしばしば問題を起こす。野原をかけずり回ったり、木登りしたり逆立ちするのが得意であるなど、ほとんど男の子と変わらない性格。動物が好きで、家畜の世話を率先してやっていた他、鶏や山羊も連れて帰りたいと言い出す。意外にも歌が上手い。旅の途中、歌が上手いと言われ声楽家にならないかとスカウトされたこともあったが、（遊べなくなる）という理由であっさり自分から断っている。（スカウトした人物は詐欺師だった。）昆虫なども平気であるが、トカゲが大の苦手。食欲旺盛でなんでもよく食べ、中でもカキ貝や甘いものが好物。(この種の作品ではよくあることだが)設定上、眉毛は太く不細工であり、フランツに「フローネみたいなブス」と言われたり、エルンストから「人の美しさは外見ではない」等と諭される一幕もある。モートンは「手の付けられないお転婆のじゃじゃ馬」と評しており、エミリーが大笑いしている。無鉄砲な性格でよく道に迷う。しばしばひょんなことから命の危険に晒されたが、何度か愛犬ジョンや父親の活躍によって命を救われている。
フランツ・ロビンソン
声 - 古谷徹
フローネの兄。15歳。当初は一家のオーストラリア行きに反対し、ベルンに残って音楽家を志すつもりであったが、見送りの際に考えを翻してオーストラリアへ同行することになる。音楽が大好きで、ギターやフルート、バイオリンなど様々な楽器の演奏をこなし、無人島では手製のハープで作曲・演奏をする。ギターもなかなかの腕のようで、バッハのシャコンヌを披露している。おしゃれで内気だが、島に来てからは勇敢なところも垣間見られた。しかし精神的にもろい面もあり、無人島だと分かったときは自暴自棄に陥り泣きじゃくる。毒虫にやられ失明しかけたが父の看病により10日目に目が見えるようになり、一命は取り留めた。エミリーは死んでしまったと思い込んでしまっていたが、エミリーは生きていたことが判明、再会を果たす。またスポーツは苦手なようだが、銃の扱いや弓矢は得意である。
ジャック・ロビンソン
声 - 高坂真琴
フローネの弟。3歳。少し泣き虫であるが、島の自然の中で着実に成長していく。珍しい石や貝殻を集めるのが趣味。ブチクスクスのメルクルと仲が良く、いつも連れて歩いていた。
エルンスト・ロビンソン
声 - 小林勝彦（第1話 - 第9話）→小林修（第10話 - 最終話）
フローネの父。ベルンで医者をしている。医学のみならず様々なことに通じる博識な人間で、日曜大工など何でもこなすほか、島の自然環境を即座に理解して一家の生存の糸口を見出しており、妻や子供たちから信頼されているが、農業知識は疎く、大木の切り方は分かってなくてアンナから助言を受けている。モートンからはドクターと呼ばれている。年齢は46歳で26歳でアンナと結婚し、無人島で結婚20年を迎える。なのでアンナとは10歳差がある。また、火山島である事や銃の弾が残り少ない事はアンナには黙っていてフランツにしか話していない。
アンナ・ロビンソン
声 - 平井道子
フローネの母。36歳（15話で37歳の誕生日を迎える）。無人島では家事、畑仕事をしている。フローネのしつけには厳しい。とても臆病で心配性だが、時には勇気をもって行動することも。農家の生まれでありながらネズミやトカゲを恐がり、さらに雷が大嫌いであるが、一家が餓死を免れているのは彼女の農家の知恵のおかげでもある。スイスではエルンストを手伝って看護婦をしていた。狼来襲時は銃一発で狼を仕留めて追い返して気絶した。弓矢なら銃よりも扱いやすいということでエルンストに自身の分の弓製作を頼んでいる。無人島生活は無駄では無く、貴重な経験だと言っている。

### モートン関連
ウィリアム・モートン
声 - 永井一郎
ロビンソン一家が遭難した1年後に、同じ海域で遭難した船乗りのおじさん。とても頑固で気難しく、そしてわがままである。酒とタバコを愛しており、島では現地の木や葉っぱで葉巻を作り、吸っていた。当初はタムタム以外を信用せず、ロビンソン一家には手がつけられないほどだったが（フローネやジャックとはある程度仲良くしていた）、根っからの悪人ではなく、ある一件以降は一家と信頼関係を持つことになる。太陽の向きから島の位置を割り出したり、火山の噴火が近い時期に起こることを察知したり、船の構造や設計にも精通しているなどの老練な船乗りであり、一家の無人島脱出に重要な役割を果たす。力仕事では「くそー！」という掛け声を愛用しておりアンナに苦情を出されるが、脱出用の船を皆で海辺まで移動しているうちに、結局この掛け声はロビンソン一家全員にうつってしまっていた。フランツとエミリーの仲を茶化す場面もある。婦人からウイリーと呼ばれている。
タムタム
声 - 塩屋翼
モートンの船に同乗していた見習い水夫。オーストラリアの先住民で、フローネと同じ年頃の少年。両親をオーストラリアにやって来た白人に殺されたため白人を憎んでいたが（恩人のモートンは例外）、ロビンソン一家と出会い、良い白人もいることを理解する。白人によって付けられた『トミー』という名前もあるが、モートン以外の人間からこの名前で呼ばれることを好まない。縄を使って椰子の木に登り実を取り、ブーメランを手作りして飛んでいる鳥を落とし、ダチョウの生け捕り調教や現地植物を利用した料理などの特技とサバイバル知識を持つ。将来はモートンのような立派な船乗りになることを夢見ているが、数を「1・2・3・たくさん」としか数えることが出来ず、船乗りになるには数を覚えなくてはいけないことをモートンやフランツから教えられる。

### 動物
ジョン
ブラックバーンロック号の船長が飼っていた犬で船が沈んだ後は勝手に脱出し、ロビンソン一家について行き、ともに島で暮らす。賢く勇敢な大型犬でフローネたちからの信頼は厚い。
メルクル
ブチクスクスの赤ちゃんで、無人島での初めての夜に見張りに立ったフランツが、驚いて母親を射殺してしまった。翌日、ジャックの寝床に潜り込んでいるところを一家に発見される。フランス語で水曜日を意味するメルクルディ（Mercredi）に因んで命名された。一家のペットとして育てられ、主にジャックの遊び相手を務める。ジョンとも仲良くじゃれあっていた。作中では明らかにプチクスクスと発音されているが、正しくはブチクスクスである（オスの背中にブチ模様があるためにそう呼ばれる）。
エリック
無人島でフローネたちが出会ったメスの山羊。2 - 3年前に近くで船が遭難した時にこの島に流れ着き、同じ船に乗っていたエリック・ベイツと一緒に生活していたが、彼は亡くなり、その後フローネに発見される。もう少しでお父さんの鉄砲に仕留められて晩御飯のおかずになるところだったが、フローネの説得により一緒に飼うことになる。一家にミルクを供給する。後にフローネたちはエリック・ベイツの白骨を発見し、母親の山羊にエリックと命名する。
ベイツ
母親の山羊のエリックの生んだ子山羊。ただし、エリック・ベイツはこの子山羊が生まれる前に亡くなったらしい。フローネはこの子山羊に、エリック・ベイツのラストネームのベイツと名付けた。
ロバ
ブラックバーンロック号の船倉から連れ出された老ロバ。主に荷物運びなどを担当する。とても賢く、完成した脱出用の帆船の進水に大きく貢献するが、その後力尽き天に召されてしまう。特に名前は付けられず、単に「ロバさん」と呼ばれていたが、ロバの死に皆は深く悲しんだ。
ニワトリ
ブラックバーンロック号の船倉から連れ出されたニワトリ。5 - 6羽いるが、特に名前は付けられていない。一家に卵を供給する。

### 船長・乗員・乗客
船長
声 - 緑川稔
オーストラリアへ向かうブラックバーンロック号の船長。乗客が退屈するとフローネを船長にして乗客を楽しませるなど、ユーモアのわかる人物だったが、嵐で船が遭難した時、フランツを助けようとして波にのまれ亡くなった。遺体はしばらくしてロビンソン一家の島に漂着し、一家によって島の浜辺に埋葬された。その直後、それを待っていたかのようにブラックバーンロック号は完全に沈没した。
船医
声 - 槐柳二
ブラックバーンロック号の船医。とても酒飲みで、いざという時は必ず酔っぱらっていたのでほとんど役に立たなかった為、実質エルンストが船医代理をしていた。
ゲルハルト
声 - 北村弘一
音楽家を自称するが、本当は詐欺師である。ロッテルダムに向かうライン川下りの船中で、ロビンソン一家からお金をだまし取ろうとする。
ルイーゼコップ
声 - 花形恵子
有名なオペラ歌手。ライン川下りの船がローレライに差し掛かった時に美しい歌声を披露する。ゲルハルトが詐欺師であることを一家に教える。
エドワード
声 - 田中崇
オーストラリア総督の秘書官。自分勝手で思いやりのない性格だったが、船での出産にエルンストが救護した事で、心を入れ替える。
キャサリン
声 - 友近恵子
エドワードの妻。オーストラリアに向かうブラックバーンロック号の中で男子を出産する。旦那と違って一般常識をわきまえている。
エミリー
声 - 黒須薫
ブラックバーンロック号で知り合ったフランツの女友達。フローネともとても仲良くなったが、嵐で離れ離れになってしまい、それ以来消息不明だったが、何とかオーストラリアに辿り着く。家族は死亡してしまい、エリオットの所に身を寄せ、養子になる。後にロビンソン一家と再会するも、看護学校へ留学するためにロンドンへ。バイオリンを弾くのが得意で、ブラックバーンロック号の赤道祭でフランツとバイオリン演奏を共演した。ロビンソンの家を聞かれた際、フローネをお転婆呼ばわりするモートンに大笑いしている。
エミリーの父
声 - 徳丸完
エミリーの母
声 - 浅井淑子
エミリーの祖母
声 - 峰あつ子
エミリーがフランツと仲良くすることについて、エミリーのお父さんとおばあさんは快く思わなかったが、お母さんはフランツは医者の息子でしっかりしていると弁護したため、夫婦仲がこじれて離婚すると言い出す。お母さんはエミリーと一緒にダーバンで降りてイギリスに帰ると言い、お父さんはエミリーと一緒にオーストラリアに行くと言ったが、エミリーから相談を受けたフランツがフローネとともに一計を案じ、二人はよりを戻した。

### その他
マリー
声 - 間嶋里美
ロビンソン家の家政婦。山国育ちのとても親切な人である。幼い弟のジャックがいるために、なかなか母親に甘えられないフローネが、母親のかわりに甘えられる人物がマリーであった。一家からオーストラリアに同行するように乞われるが、ベルンに住むたったひとりの身よりである叔母が病気がちという理由で同行しなかった。
シュワルツ
声 - キートン山田
エルンストの弟で、フローネとフランツの叔父にあたる。オーストラリアに行くことになったロビンソン一家の家を借りて住むことになり、一家で移住するのに反対だったフランツの面倒も見る予定だった。
アーネスト・エリオット
声 - 大木民夫
エルンストの親友でオーストラリアのメルボルンにて病院を経営する医師。ロビンソン一家をオーストラリアに呼んだ張本人でもある。自分のせいでロビンソン一家が災難に遭ってしまったと責任を感じ、難を逃れたエミリーを養子として引き取ることにする。
シェリー
声 - 島木綿子
モートンの女友達。オーストラリアに無事帰ってきたモートンを引き止める。
以下はエルンストとフランツの会話の中に登場。
マリー・アントワネット
声 - 滝沢久美子
モーツァルト
声 - 喜多道枝

## スタッフ
- 製作 - 本橋浩一
- 製作管理 - 高桑充
- 企画 - 佐藤昭司
- 脚本 - 松田昭三
- 音楽 - 坂田晃一
- 場面設定・レイアウト - 坂井俊一
- キャラクターデザイン - 関修一
- 美術監督 - 井岡雅宏
- 美術助手 - 松平聡
- 色指定・仕上検査 - 小山明子
- 撮影監督 - 黒木敬七
- 編集 - 瀬山武司
- 録音監督 - 小松亘弘
- プロデューサー - 松土隆二
- 監督・演出 - 黒田昌郎
- 制作 - 日本アニメーション・フジテレビ

## 音楽
本作品にて使用されたBGMの多くは、エドヴァルド・グリーグ、ロベルト・シューマン、ヨハネス・ブラームスのピアノ曲の編曲であった。中でもグリーグの『叙情小曲集』が多く用いられ、10曲近く使われた。ただし後年発売されたサウンドトラックCDのブックレットにおいて、これらの曲をBGMとして用いた理由をはじめ詳細について言及されていない点も多い。

### 主題歌

#### オープニングテーマ
「裸足のフローネ」
作詞・作曲 - 井上かつお / 編曲 - 青木望 / 歌 - 潘恵子

#### エンディングテーマ
「フローネの夢」
作詞・作曲 - 井上かつお / 編曲 - 青木望 / 歌 - 潘恵子

## 各話リスト
| 話数   | 放送日        | サブタイトル               | 絵コンテ            | 作画監督   |
| ------ | ------------- | -------------------------- | ------------------- | ---------- |
| 第1話  | 1981年 1月4日 | 一通の手紙                 | 黒田昌郎            | 桜井美知代 |
| 第2話  | 1月11日       | 旅立ち                     | 奥田誠治            | 村田耕一   |
| 第3話  | 1月18日       | フローネの心変り           | 馬場健一            | 桜井美知代 |
| 第4話  | 1月25日       | オーストラリアめざして     | 奥田誠治            | 村田耕一   |
| 第5話  | 2月1日        | フローネ船長               | 横田和善            | 桜井美知代 |
| 第6話  | 2月8日        | こわい嵐                   | 奥田誠治            | 桜井美知代 |
| 第7話  | 2月15日       | なんでもできるおとうさん   | 横田和善            | 村田耕一   |
| 第8話  | 2月22日       | 島をめざして               | 奥田誠治            | 村田耕一   |
| 第9話  | 3月1日        | あたらしい家族             | 腰繁男              | 桜井美知代 |
| 第10話 | 3月8日        | かなしみの再会             | 奥田誠治            | 村田耕一   |
| 第11話 | 3月15日       | おばけの木                 | 横田和善 桜井美知代 | 桜井美知代 |
| 第12話 | 3月22日       | おかあさんの活躍           | 鈴木孝義            | -          |
| 第13話 | 3月29日       | フランツの目               | 山中繁              | 村田耕一   |
| 第14話 | 4月5日        | 貝殻の歌がきこえる         | 黒川文男            | -          |
| 第15話 | 4月12日       | 木の上の家                 | 横田和善            | -          |
| 第16話 | 4月19日       | 我家の日課                 | 黒川文男            | -          |
| 第17話 | 4月26日       | おかあさんの畑             | 山中繁              | -          |
| 第18話 | 5月3日        | メルクルを助けて!          | 黒田昌郎            | 川筋豊     |
| 第19話 | 5月10日       | フローネ、狩に行く         | 古沢日出夫          | -          |
| 第20話 | 5月17日       | 船が見える                 | -                   | 村田耕一   |
| 第21話 | 5月24日       | 亀の赤ちゃん               | 横田和善            | -          |
| 第22話 | 5月31日       | ジャックはコレクター       | 黒川文男            | -          |
| 第23話 | 6月7日        | 無人島の休日               | 池野文雄            | 村田耕一   |
| 第24話 | 6月14日       | フローネの家出             | 黒川文男            | -          |
| 第25話 | 6月21日       | 無人島の夜はまっくらやみ   | 横田和善            | -          |
| 第26話 | 6月28日       | おにいちゃんは弓の名手?    | 斉藤博              | 村田耕一   |
| 第27話 | 7月5日        | 無人島の音楽会             | 黒川文男            | -          |
| 第28話 | 7月12日       | ジャックの病気             | 杉山卓              | -          |
| 第29話 | 7月19日       | フローネ行方不明となる     | 斉藤博              | 村田耕一   |
| 第30話 | 7月26日       | きついお仕置き             | 横田和善            | -          |
| 第31話 | 8月2日        | わたしはのけもの?          | 黒田昌郎            | -          |
| 第32話 | 8月9日        | 船ができた!                | 横田和善            | 岡豊       |
| 第33話 | 8月23日       | 雨、雨、ふれふれ           | 黒田昌郎            | 村田耕一   |
| 第34話 | 8月30日       | 洞窟をさがせ!              | 横田和善            | 前田英美   |
| 第35話 | 9月6日        | 洞窟の秘密                 | 黒田昌郎            | 森友典子   |
| 第36話 | 9月13日       | 幽霊が出る!                | 楠葉宏三            | 岡豊       |
| 第37話 | 9月20日       | あらたな漂流者             | 横田和善            | 村田耕一   |
| 第38話 | 9月27日       | 男の子と女の子             | 楠葉宏三            | 前田英美   |
| 第39話 | 10月4日       | ひねくれ者モートン         | 横田和善            | 森友典子   |
| 第40話 | 10月11日      | 少年タムタム               | 楠葉宏三            | 岡豊       |
| 第41話 | 10月18日      | 行ってしまったモートンさん | 黒田昌郎            | 村田耕一   |
| 第42話 | 10月25日      | 恐ろしい地震               | 楠葉宏三            | 前田英美   |
| 第43話 | 11月1日       | 戻ってきたモートンさん     | 黒田昌郎            | 森友典子   |
| 第44話 | 11月8日       | もう一度船を!              | 楠葉宏三            | 岡豊       |
| 第45話 | 11月15日      | 死なないでロバさん         | 横田和善            | 村田耕一   |
| 第46話 | 11月29日      | ヤギをすてないで           | 黒田昌郎            | 前田英美   |
| 第47話 | 12月6日       | 続ヤギをすてないで         | 黒田昌郎            | 森友典子   |
| 第48話 | 12月13日      | さようなら無人島           | 岡部英二            | 岡豊       |
| 第49話 | 12月20日      | 陸が見える!                | 横田和善            | 村田耕一   |
| 第50話 | 12月27日      | また会う日まで             | 黒田昌郎            | 前田英美   |

## ネット局
※放送日時は山形テレビを、鹿児島テレビを除き1981年3月時点、系列は本放送終了時のもの。
| 放送地域       | 放送局         | 放送日時                                | 放送系列                                     | 備考              |
| -------------- | -------------- | --------------------------------------- | -------------------------------------------- | ----------------- |
| 関東広域圏     | フジテレビ     | 日曜 19:30 - 20:00                      | フジテレビ系列                               | 制作局            |
| 北海道         | 北海道文化放送 | 日曜 19:30 - 20:00                      | フジテレビ系列                               |                   |
| 宮城県         | 仙台放送       | 日曜 19:30 - 20:00                      | フジテレビ系列                               |                   |
| 秋田県         | 秋田テレビ     | 日曜 19:30 - 20:00                      | フジテレビ系列 テレビ朝日系列                | [ 注 2 ]          |
| 新潟県         | 新潟総合テレビ | 日曜 19:30 - 20:00                      | フジテレビ系列 テレビ朝日系列                | [ 注 3 ]          |
| 長野県         | 長野放送       | 日曜 19:30 - 20:00                      | フジテレビ系列                               |                   |
| 静岡県         | テレビ静岡     | 日曜 19:30 - 20:00                      | フジテレビ系列                               |                   |
| 富山県         | 富山テレビ     | 日曜 19:30 - 20:00                      | フジテレビ系列                               |                   |
| 石川県         | 石川テレビ     | 日曜 19:30 - 20:00                      | フジテレビ系列                               |                   |
| 福井県         | 福井テレビ     | 日曜 19:30 - 20:00                      | フジテレビ系列                               |                   |
| 中京広域圏     | 東海テレビ     | 日曜 19:30 - 20:00                      | フジテレビ系列                               |                   |
| 近畿広域圏     | 関西テレビ     | 日曜 19:30 - 20:00                      | フジテレビ系列                               |                   |
| 島根県・鳥取県 | 山陰中央テレビ | 日曜 19:30 - 20:00                      | フジテレビ系列                               |                   |
| 岡山県・香川県 | 岡山放送       | 日曜 19:30 - 20:00                      | フジテレビ系列                               |                   |
| 広島県         | テレビ新広島   | 日曜 19:30 - 20:00                      | フジテレビ系列                               |                   |
| 愛媛県         | 愛媛放送       | 日曜 19:30 - 20:00                      | フジテレビ系列                               | [ 注 4 ]          |
| 福岡県         | テレビ西日本   | 日曜 19:30 - 20:00                      | フジテレビ系列                               |                   |
| 佐賀県         | サガテレビ     | 日曜 19:30 - 20:00                      | フジテレビ系列                               |                   |
| 熊本県         | テレビ熊本     | 日曜 19:30 - 20:00                      | フジテレビ系列 日本テレビ系列 テレビ朝日系列 |                   |
| 沖縄県         | 沖縄テレビ     | 日曜 19:30 - 20:00                      | フジテレビ系列                               |                   |
| 青森県         | 青森放送       | 土曜 18:00 - 18:30                      | 日本テレビ系列 テレビ朝日系列                |                   |
| 岩手県         | 岩手放送       | 日曜 18:00 - 18:30                      | TBS系列                                      | [ 注 5 ]          |
| 山形県         | 山形テレビ     | 日曜 19:30 - 20:00 → 金曜 19:00 - 19:30 | フジテレビ系列                               | [ 注 6 ]          |
| 福島県         | 福島テレビ     | 土曜 18:00 - 18:30                      | TBS系列 フジテレビ系列                       |                   |
| 山梨県         | 山梨放送       | 木曜 19:00 - 19:30                      | 日本テレビ系列                               |                   |
| 山口県         | 山口放送       | 月曜 19:00 - 19:30                      | 日本テレビ系列 テレビ朝日系列                |                   |
| 徳島県         | 四国放送       | 木曜 19:00 - 19:30                      | 日本テレビ系列                               |                   |
| 高知県         | 高知放送       | 土曜 18:00 - 18:30                      | 日本テレビ系列                               |                   |
| 長崎県         | テレビ長崎     | 日曜 18:00 - 18:30                      | フジテレビ系列 日本テレビ系列                | [ 注 7 ]          |
| 大分県         | テレビ大分     | 土曜 18:00 - 18:30                      | 日本テレビ系列 フジテレビ系列 テレビ朝日系列 | [ 注 7 ]          |
| 宮崎県         | テレビ宮崎     | 土曜 18:30 - 19:00                      | 日本テレビ系列 フジテレビ系列 テレビ朝日系列 | [ 注 7 ]          |
| 鹿児島県       | 鹿児島テレビ   | 金曜 19:00 - 19:30                      | 日本テレビ系列 フジテレビ系列 テレビ朝日系列 | [ 注 7 ] [ 注 8 ] |

## メディア展開

### 映像ソフト
テレビシリーズのDVDは2000年8月25日から11月25日にかけて、全12巻が発売された。
「世界名作劇場」シリーズのDVD基本的に音声カットはされていないが、本作品ではDVD、それにVHSビデオのリリースの際、再放送用のフィルムからテレシネされているため、不適当なセリフや次回作の番組宣伝、新番組予告などがカットされている。